# Корона Российской империи, или Снова неуловимые
«Корона Российской империи, или Снова неуловимые» — советский двухсерийный приключенческий художественный фильм, поставленный на «Мосфильме» в 1971 году режиссёром Эдмондом Кеосаяном. Последний фильм трилогии о Неуловимых мстителях. Премьера фильма состоялась 14 декабря 1971 года. Согласно опросу кинокритиков, проведённому газетой «Советская культура», фильм был назван одним из лучших, вышедших в прокат в 1971 году.

## Сюжет
Действие происходит в 1924 году. Главные герои после Гражданской войны служат в ОГПУ. Несмотря на то, что советская власть безоговорочно победила, у неё ещё есть непримиримые враги: уничтожив банду басмачей, главные герои узнают, что их «старые знакомые» — атаман Бурнаш, штабс-капитан Овечкин, полковник Кудасов и поручик Перов — находятся в эмиграции в Париже и разрабатывают план кражи из советского музея Большой императорской короны. По основной легенде заговорщиков, корона необходима для коронации нового Государя, на трон которого претендуют двое сумасшедших типов, выдающих себя за членов семьи Романовых.
Глава похитителей, умный и расчётливый политик и авантюрист, француз мсье Дюк, вступает в сговор с белогвардейцами. Их цель — выкрасть корону, но вместо коронации продать её в Америку. Этим мсье Дюк планирует убить двух зайцев. В его планы входит обвинение режима большевиков в расхитительстве народного достояния с целью дискредитации советской власти на международной арене.
Для отвода глаз Овечкин нанимает князя Нарышкина — известного афериста и вора, специализирующегося на краже дворцовых драгоценностей (позже он перейдёт на сторону «неуловимых»). Овечкину удаётся, пока Бурнаш и Нарышкин находились под пристальным наблюдением чекистов, незаметно выкрасть корону и, спрятавшись в Одесских катакомбах, дождаться парохода, на котором находятся его сообщники.
В самый разгар операции из продуманного плана выпадает бывший глава контрразведки полковник Кудасов, разгадавший замысел Дюка. Он решает единолично продать корону и получить все дивиденды, но собирается сделать это при помощи двух глуповатых наследников, не догадываясь о том, что Дюк с Перовым и Овечкиным уже имеют совершенно другие планы. Несмотря на все интриги, «неуловимые» разрушают хитрые планы мсье Дюка, одерживают окончательную победу над своими злейшими врагами и возвращают корону в музей.

## В главных ролях
- Михаил Метёлкин — Валерка Мещеряков
- Виктор Косых — Данька Щусь
- Василий Васильев — Яшка Цыганков
- Валентина Курдюкова — Ксанка Щусь
- Иван Переверзев — Смирнов, начальник ОГПУ
- Армен Джигарханян — Пётр Сергеевич Овечкин, штабс-капитан
- Владимир Ивашов — поручик Перов «Шрам», адъютант Кудасова
- Владислав Стржельчик — князь Нарышкин
- Аркадий Толбузин — полковник Леопольд Сергеевич Кудасов
- Ефим Копелян — атаман Гнат Бурнаш

## В ролях
- Владимир Белокуров — лохматый «император»
- Ролан Быков — лысый «император»
- Ян Френкель — гарсон Луи-Леонид (роль озвучил — Артём Карапетян)
- Людмила Гурченко — Аграфена Заволжская, шансонетка из ресторана
- Андрей Файт — мсье Дюк
- Эдмонд Кеосаян — шустрый брюнет
- Григорий Шпигель — фотограф
- Нина Агапова — американка с попугаем
- Яков Ленц — старик, который всё знал (роль озвучил — Георгий Милляр)
- Виктор Файнлейб — часовщик Борис Борисович
- Артём Карапетян — индус
- Яков Беленький — шотландец
- Лаура Геворкян (в титрах Л. Кеосаян) — сестра милосердия госпиталя «Кающаяся Магдалена»
- Анатолий Гарагуля — капитан «Глории» (роль озвучил — Феликс Яворский)
- Виктор Матисен — экскурсовод

## Песни
Композитор Ян Френкель.
- «Глухо спит война…» — исполняет Владимир Трошин;
- «Повисла в окне луна-уголёк…» — исполняет Василий Васильев;
- «Над окошком — месяц…» — исполняет Владимир Ивашов;
- «Веку не солги…» — исполняет Владимир Трошин;
- «Ой, зачем меня назвали Верою…» — исполняет Людмила Гурченко;
- «Увозил меня полковник…» — исполняет Людмила Гурченко;
- «Погоня» — исполняет Иосиф Кобзон

## Съёмочная группа
- Сценарий — Эдмонда Кеосаяна, Александра Червинского
- Постановка — Эдмонда Кеосаяна
- Оператор-постановщик — Михаил Ардабьевский
- Художники-постановщики — Леван Шенгелия, Савет Агоян[вд]
- Композитор — Ян Френкель
- Тексты песен — Сергея Есенина, Роберта Рождественского, Эмиля Радова
- Режиссёр — Михаил Туманишвили

## Реставрация
В 2023 году фильм отреставриван в 4К качестве на киностудии Мосфильм.